# Burhan Akbudak
Burhan Akbudak (* 1. června 1995 Kahramanmaraş) je turecký reprezentant v řecko-římském zápase. Je členem klubu İstanbul Büyükşehir Belediyespor a soutěží v lehké střední váze do 82 kg. Je studentem sportovní vědy na Bartın Üniversitesi.
Na mistrovství světa juniorů v zápasu 2015 postoupil do finále, kde ho porazil Gruzínec Gela Bolkvadze. V roce 2017 získal bronzovou medaili na Hrách islámské solidarity a stal se mistrem světa v kategorii do 23 let. O rok později vyhrál Univerzitní mistrovství světa v zápasu v Goiânii. Na Mistrovství světa v zápasu řecko-římském 2021 získal stříbrnou medaili po finálové porážce s Rafigem Husejnovem z Ázerbájdžánu. Na dalším světovém šampionátu v roce 2022 se mu již podařilo získat mistrovský titul. V roce 2022 byl také třetí na mistrovství Evropy v zápasu. O rok později se v Záhřebu stal mistrem Evropy a přispěl tak k vítězství Turecka v medailovém pořadí národů. Na armádním mistrovství světa v Jerevanu v roce 2024 získal stříbro. Startoval také na Letních olympijských hrách 2024, kde vypadl v prvním kole s maďarským reprezentantem Zoltánem Lévaiem.